# 爱德华·洛瓦萨
爱德华·恩戈亚·洛瓦萨（1953年8月26日—2024年2月10日），坦桑尼亚政治家，2005年至2008年担任坦桑尼亚总理，2006年1月7日正式宣誓就任。

## 生平
洛瓦萨出生于阿鲁沙，1973年在塔博拉的米拉姆博中学读完高中，先后获得达累斯萨拉姆大学戏剧艺术学位和英国巴斯大学的发展研究硕士学位。他曾在阿里·哈桑·姆维尼总统的第二届任期内担总理府的部长级主任职务，1995年被提名为坦桑尼亚革命党的总统候选人，但在早期的选举中就被淘汰。他回到议会中继续任后座议员至1997年被任命为部长级的副总统办公室主任，负责环境与贫困。2000年大选后，他担任水和畜牧业发展部部长，被赞为勤劳部长。2005年，他的多年好友贾卡亚·基奎特当选总统，12月29日提名洛瓦萨为总理，在议会中获得312票赞成，两票反对通过任命，并于次日正式宣誓就职。
2008年2月7日洛瓦萨因腐败指控宣布辞职。
2024年2月10日，洛瓦萨在三蘭港的當地醫院逝世，終年70歲。

## 历任职务
从1980年代起洛瓦萨所担任的政府职务：
- 阿鲁沙国际会议中心董事长，1989–1990
- 部长级，总理办公室和第一副总统主任（ 司法和议会事务），1990–1993
- 土地、人员安置开发部长，1993–1995
- 部长级，副总统办公室主任— 环境与贫困，1997–2000
- 水和畜牧业发展部长，2000–2005
- 议员—蒙杜利选区，1990–2015
- 总理，2005–2008